# Arrow Head
Arrow Head è il primo album musicale degli Osage Tribe, pubblicato nel 1972 con etichetta Bla Bla.
L'album originario comprendeva solo cinque brani ma in seguito, in occasione della ristampa su CD del 1994, ne sono stati aggiunti altri due (Un falco nel cielo e Prehistoric Sound), già presenti nel 45 giri del 1971, il primo della band. Un falco nel cielo rimane l'unica traccia in cui compare Franco Battiato, cofondatore degli Osage Tribe e dei quali fece parte per pochissimo tempo.

## Tracce
Lato A
1. Hajenhanhowa – 9:30 (Franco Battiato, Marco Zoccheddu)
2. Arrow Head – 5:10 (Marco Zoccheddu)
3. Cerchio di luce – 7:20 (Marco Zoccheddu)

Durata totale: 22:00
Lato B
1. Soffici bianchi veli – 9:30 (Marco Zoccheddu)
2. Orizzonti senza fine – 8:00 (Marco Zoccheddu)

Durata totale: 17:30
Edizione CD del 1994, pubblicato dalla Vinyl Magic Records (VM 037)
1. Hajenhanhowa – 9:46 (Franco Battiato, Marco Zoccheddu)
2. Arrow Head – 5:16 (Marco Zoccheddu)
3. Cerchio di luce – 7:20 (Marco Zocheddu)
4. Soffici bianchi veli – 9:40 (Marco Zoccheddu)
5. Orizzonti senza fine – 8:22 (Marco Zoccheddu)
6. Un falco nel cielo – 2:58 (Ed De Joy (Pino Massara), Rossella Conz) – Bonus Track
7. Prehistoric Sound – 2:58 (Ed De Joy (Pino Massara)) – Bonus Track

Durata totale: 46:20

## Formazione
- Marco Zoccheddu - voce, chitarra, pianoforte, armonica, organo Hammond
- Bob Callero - basso, voce
- Nunzio Favia - batteria, voce

Note aggiuntive
- Pino Massara - produttore
- Eldorado Sivelli - direzione artistica
- Beppe Paciello - ingegnere del suono
- Gianluigi Pezzera - ingegnere del suono
- Luciano Marioni - ingegnere del suono